# Peter Umundum
Peter Umundum (* 1964 in Knittelfeld) ist seit 2011 Vorstandsmitglied der Österreichischen Post AG und ist für die Division Paket & Logistik zuständig.

## Leben
Peter Umundum studierte Informatik und ist heute externer Lektor an der Technischen Universität Graz. Er übernahm im Jahr 1988 die Abteilung für Informatik der Steirerbrau AG, dem Vorgänger der 1998 durch Fusion gegründeten Brau Union AG. Im Jahr 1994 wurde er Leiter der IT der Styria Medien AG, der er rund 10 Jahre angehörte.
Zwei Jahre nachdem Umundum das Online Geschäft der Styria Medien AG aufbaute und am Markteintritt der Gruppe in Kroatien beteiligt war, wurde Umundum Geschäftsführer der Media Consult Austria (seit 2018 Mosers Büro), eine Tochtergesellschaft der Styria.
Peter Umundum gilt seit 1999 als ein Mitbegründer von Redmail, dessen Geschäftsführung er zwei Jahre hatte. Im Jahr 2001 wechselte er in die Medienwirtschaft und wurde mit der Geschäftsführung der Tageszeitung „Die Presse“ betraut. 2003 war er in der Geschäftsführung der Tageszeitung „Kleine Zeitung“ tätig.
In Wien hatte Peter Umundum weitere Funktionen als Vorstand der Austria Presse Agentur (APA), beim Verband Österreichischer Zeitungen (VÖZ) und in der Österreichischen Auflagenkontrolle (ÖAK) aktiv.
Peter Umundum wurde 2004 Mitglied der Divisionsleitung im Geschäftsfeld Brief der Österreichischen Post AG. Mit 1. April 2011 wurde er zum Vorstand Paket & Logistik bestellt. Umundum folgte damit Carl-Gerold Mende nach.
Nach dem Ausscheiden von Walter Hitziger, Vorstand für Brief, Werbepost & Filialen gegen Ende 2018, wurde der Vorstandsbereich Brief und Paket zusammengefasst. Der neue Vorstandsbereich, den Peter Umundum leitet, umfasst seit Anfang 2019 unter dem Begriff „Operations“ die Paket-, Brief- und Wertlogistik sowie die Distribution; die Zustellung der Postsendungen; Brief, Paket und anderes.
Peter Umundum ist neben weiteren Beteiligungen Vorsitzender des Aufsichtsrates des europäischen Distributionsnetzwerkes EURODIS.